# Свети Николай (Корнишор)
„Свети Николай“ или „Свети Никола“ (на гръцки: Αγίου Νικολάου) е възрожденска православна църква в ениджевардарското село Корнишор (Кромни), Гърция, част от Воденската, Пелска и Мъгленска епархия на Вселенската патриаршия.
Църквата е изградена в източния край на селото в 1858 година. В архитектурно отношение е трикорабна базилика с трем на юг и камбанария на изток до апсидата. Изписана е в 1877 година от Божин Стаменитов (Емануил Стаматиадис) от Енидже Вардар.
- Христос Вседържител на тавана на храма
- Вътрешността на храма с иконостаса